# Ligue européenne de rink hockey 2016-2017
Navigation
Ligue européenne 2015-2016 Ligue européenne 2017-2018
La Ligue européenne de rink hockey 2016-2017 aussi appelée Euroleague est la 52e édition de la plus importante compétition européenne de rink hockey entre équipes de club, et la 10e sous la dénomination Ligue européenne. La compétition s'est déroulée du 5 novembre 2016 au 14 mai 2017. Le Reus Deportiu a remporté son 8e titre .
Le SL Benfica est le champion sortant, pour le Sporting CP c'est la première apparition en Euroleague.

## Participants
Les 16 participants à la compétition doivent être affiliés à l'une des fédérations suivantes : Allemagne, Espagne, France, Italie, Portugal ou Suisse. Le champion en titre ainsi que les champions nationaux sont automatiquement qualifiés. Les 9 équipes sont sélectionnées dans les 6 fédérations selon un système de "quota-parts" attribué à chaque fédération et calculé en fonction des résultats des clubs affiliés aux compétitions européennes (Ligue européenne+Coupe CERS) durant les 4 dernières années. 
- Les champions d'Allemagne, ERG Iserlohn, et d'Angleterre, King's Lynn, ont décliné l'invitation et seront remplacés par Hockey Bassano et HC Quévert.

## Phase de poule
SL Benfica

 Sporting CP
Pour le tirage au sort les 16 équipes sont placées dans 4 pots, le champion sortant est mis dans le pot A et 3 têtes de série sont placés respectivement dans les pots B, C et D. Deux clubs d'un même pays ne peuvent se retrouver dans la même poule.
Dans chaque poule les équipes se rencontrent deux fois en match aller et retour. Le premier et le deuxième de chaque poule sont qualifiés pour les Quarts de finale.

### Groupe A
Le groupe A est composé des équipes du  SL Benfica, Amatori Lodi, Vic et RHC Diessbach. Benfica remporte ce groupe devant Lodi
| Rang | Équipe        | Pts | J | G | N | P | Bp | Bc | Diff |  | Résultats (dom.\ext.) |     |     |     |      |
| ---- | ------------- | --- | - | - | - | - | -- | -- | ---- |  | --------------------- | --- | --- | --- | ---- |
| 1    | SL Benfica    | 16  | 6 | 5 | 1 | 0 | 37 | 20 | +17  |  | SL Benfica            |     | 7-3 | 3-2 | 12-2 |
| 2    | Amatori Lodi  | 10  | 6 | 3 | 1 | 2 | 30 | 15 | +15  |  | Amatori Lodi          | 1-2 |     | 6-3 | 8-3  |
| 3    | CP Vic        | 8   | 6 | 2 | 2 | 2 | 30 | 18 | +12  |  | CP Vic                | 4-4 | 2-2 |     | 10-1 |
| 4    | RHC Diessbach | 0   | 6 | 0 | 0 | 6 | 14 | 48 | -34  |  | RHC Diessbach         | 3-4 | 3-5 | 2-9 |      |

(en) Source

### Groupe B
Le groupe B est composé des équipes de FC Barcelone, Hockey Bassano, FC Porto et SA Mérignac. Barcelone remporte ce groupe devant Porto
| Rang | Équipe         | Pts | J | G | N | P | Bp | Bc | Diff |  | Résultats (dom.\ext.) |     |     |      |     |
| ---- | -------------- | --- | - | - | - | - | -- | -- | ---- |  | --------------------- | --- | --- | ---- | --- |
| 1    | FC Barcelone   | 15  | 6 | 5 | 0 | 1 | 32 | 11 | +21  |  | FC Barcelone          |     | 3-1 | 14-3 | 5-1 |
| 2    | FC Porto       | 13  | 6 | 4 | 1 | 1 | 27 | 13 | +14  |  | FC Porto              | 2-1 |     | 13-3 | 1-1 |
| 3    | Hockey Bassano | 3   | 6 | 2 | 0 | 4 | 24 | 40 | -16  |  | Hockey Bassano        | 2-3 | 3-4 |      | 6-4 |
| 4    | SA Mérignac    | 1   | 6 | 0 | 1 | 5 | 12 | 31 | -19  |  | SA Mérignac           | 2-6 | 2-6 | 2-7  |     |

(en) Source

### Groupe C
Le groupe C est composé des équipes de Reus Deportiu, HC Forte dei Marmi, HC Quévert et Sporting CP. L'équipe de Reus remporte ce groupe devant Forte dei Marmi.
| Rang | Équipe             | Pts | J | G | N | P | Bp | Bc | Diff |  | Résultats (dom.\ext.) |     |     |     |     |
| ---- | ------------------ | --- | - | - | - | - | -- | -- | ---- |  | --------------------- | --- | --- | --- | --- |
| 1    | Reus Deportiu      | 15  | 6 | 5 | 0 | 1 | 25 | 18 | +7   |  | Reus Deportiu         |     | 7-5 | 3-2 | 5-4 |
| 2    | HC Forte dei Marmi | 12  | 6 | 4 | 0 | 2 | 27 | 24 | +3   |  | HC Forte dei Marmi    | 2-4 |     | 3-1 | 2-1 |
| 3    | Sporting CP        | 9   | 6 | 3 | 0 | 3 | 23 | 19 | +4   |  | Sporting CP           | 6-3 | 5-7 |     | 5-1 |
| 4    | HC Quévert         | 0   | 6 | 0 | 0 | 6 | 16 | 27 | -11  |  | HC Quévert            | 2-3 | 6-8 | 2-4 |     |

(en) Source

### Groupe D
Le groupe D est composé des équipes de UD Oliveirense, Hockey Breganze, HC Liceo et LV La Roche-sur-Yon. Oliveirense remporte ce groupe devant le club de Liceo.
| Rang | Équipe              | Pts | J | G | N | P | Bp | Bc | Diff |  | Résultats (dom.\ext.) |     |     |     |     |
| ---- | ------------------- | --- | - | - | - | - | -- | -- | ---- |  | --------------------- | --- | --- | --- | --- |
| 1    | UD Oliveirense      | 18  | 6 | 6 | 0 | 0 | 29 | 20 | +9   |  | UD Oliveirense        |     | 2-1 | 5-4 | 4-2 |
| 2    | HC Liceo            | 12  | 6 | 4 | 0 | 2 | 32 | 20 | +12  |  | HC Liceo              | 6-7 |     | 5-2 | 8-2 |
| 3    | Hockey Breganze     | 2   | 6 | 0 | 4 | 4 | 23 | 31 | -8   |  | Hockey Breganze       | 3-4 | 4-7 |     | 4-4 |
| 4    | LV La Roche-sur-Yon | 2   | 6 | 0 | 2 | 4 | 21 | 34 | -13  |  | LV La Roche-sur-Yon   | 4-7 | 3-5 | 6-6 |     |

(en) Source

## Phase finale

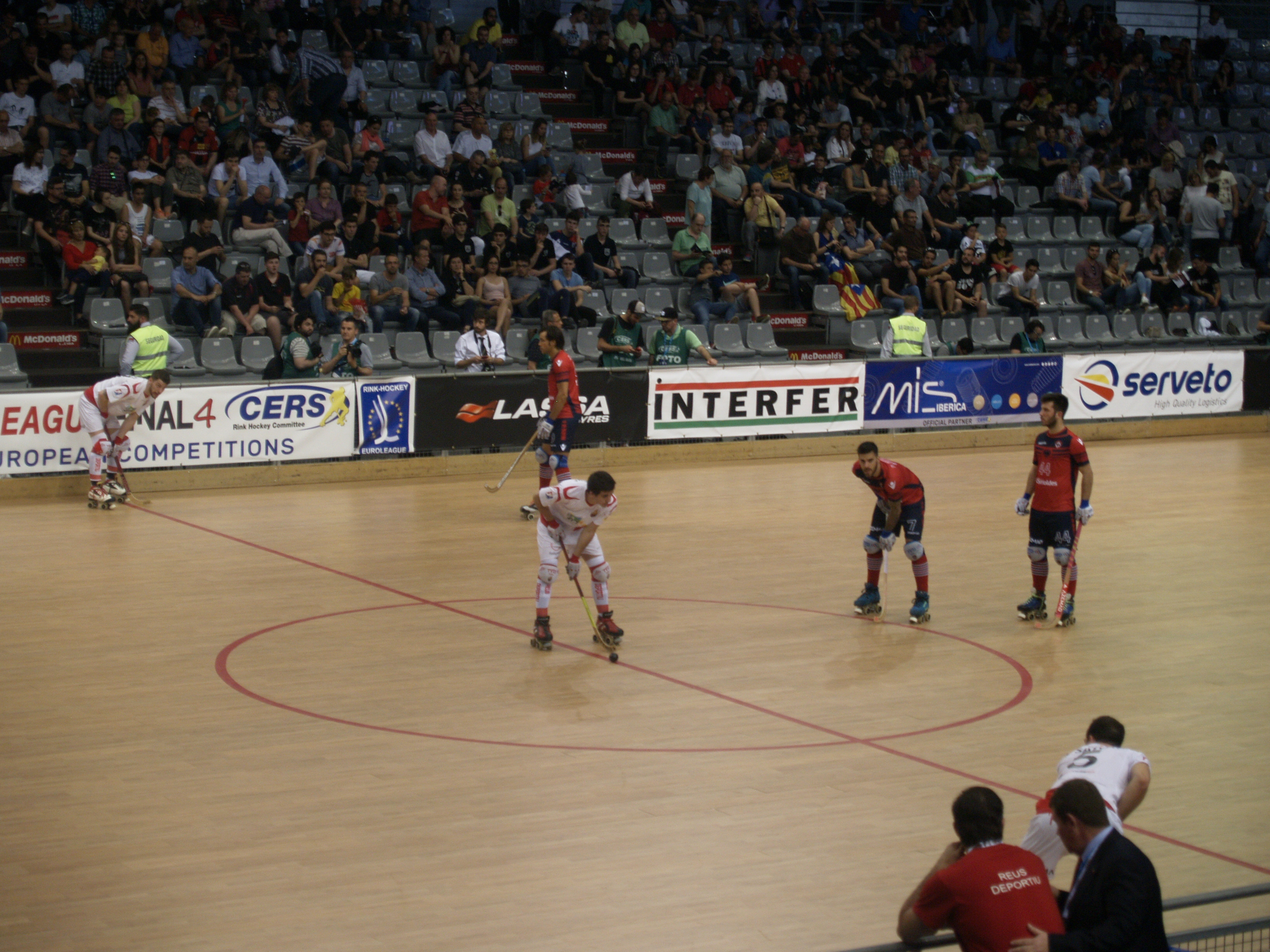
CERH European League 2016-17

### Quarts de finale
Dans les Quarts de finale, les premiers de poules rencontrent un deuxième de poule, ce dernier reçoit au match aller. Les vainqueurs sont qualifiés pour la finale à quatre qui se déroule chez l'un des vainqueurs.
Match aller le 11 mars 2017, match retour le 1er avril 2017 :
| Équipe 1           | Score | Équipe 2         | Aller | Retour |
| ------------------ | ----- | ---------------- | ----- | ------ |
| HC Liceo           | 4-9   | SL Benfica       | 2-3   | 2-6    |
| HC Forte dei Marmi | 5-6   | FC Barcelone     | 1-3   | 4-3    |
| FC Porto           | 9-9   | Reus Deportiu(1) | 7-7   | 2-2    |
| Amatori Lodi       | 6-8   | UD Oliveirense   | 3-5   | 3-3    |

(1) Reus vainqueur aux pénalties

### Final four
Club organisateur : FC Barcelone
Lieu : Pavelló Barris Nord à Lleida, Espagne
|  | Demi-finales         | Demi-finales  |                |   | Finale | Finale |
|  | Demi-finales         | Demi-finales  |                |   | Finale | Finale |
|  |                      |               |                |   |        |        |
|  | 13 mai               | 13 mai        |                |   | 14 mai | 14 mai |
|  | 13 mai               | 13 mai        |                |   | 14 mai | 14 mai |
|  | SL Benfica           | 4(1)          |                |   | 14 mai | 14 mai |
|  | SL Benfica           | 4(1)          |                |   | 14 mai | 14 mai |
|  | Reus Deportiu        | 4(2)          |                |   | 14 mai | 14 mai |
|  | Reus Deportiu        | 4(2)          | UD Oliveirense | 1 |        |        |
|  | 13 mai               |               | UD Oliveirense | 1 |        |        |
|  |                      | Reus Deportiu | 4              |   |        |        |
|  | UD Oliveirense (a.p) | Reus Deportiu | 4              | 1 |        |        |
|  | UD Oliveirense (a.p) |               |                | 1 |        |        |
|  | FC Barcelone         | 0             |                |   |        |        |
|  | FC Barcelone         | 0             |                |   |        |        |

feuille de match de la finale